# Look What You Made Me Do
Look What You Made Me Do је песма коју је снимила америчка певачица Тејлор Свифт за свој шести студијски албум Reputation (2017). Премијерно је објављена 24. августа 2017. као водећи сингл албума. Свифтова је написала са продуцентом Џеком Антонофом. Садржи делове мелодије песме I'm Too Sexy (1991) групе Рајт сед Фред; стога су Фред Фербрас, Ричард Фербрас и Роб Манзоли као чланови овог бенда такође аутори. Песма је била на врху америчких и британских топ-листа и постала је Свифтина пета највећа песма свих времена.
Песма је добила помешане критике, а музички критичари су се поделили око промене стила коју је Тејлор Свифт направила. Спот је режирао Џозеф Кан и исти је постао најгледанији музички видео унутар прва 24 сата. Песма је оборила низ рекорда, укључујући онај за највише репродукција у току једног дана на Спотифају. Комерцијално гледано, Look What You Made Me Do је велики успех; песма је била на врху чартова у Аустралији, Канади, Хрватској, Чешкој, Ирској, Израелу, Либану, Малезији, Холандији, Филипинима, Словачкој, УК и САД. Добила је дуплу платинасту сертификацију у Канади и платинасте сертификације у САД и Аустралији.